# Juillet 1885

## Événements
- 1er juillet : les États-Unis dénoncent le traité de 1871 déterminant les droits de pêche réciproques avec le Canada.

- 2 juillet, Canada : capture de Big Bear.

- 6 juillet :
  - Louis Pasteur pratique la première vaccination contre la rage sur l'enfant Joseph Meister, après avoir découvert le vaccin dans la même année.
  - Inauguration de la ligne de chemin de fer Dakar-Saint-Louis du Sénégal.

- 10 juillet : érection du Diocèse de Nicolet au Québec et Elphège Gravel en est son premier évêque.

- 28 juillet, Canada : procès de Louis Riel.

## Naissances
- 4 juillet : Louis B. Mayer, producteur de cinéma américain d'origine russe († 29 octobre 1957).
- 5 juillet : André Lhote, peintre français († 25 janvier 1962).
- 19 juillet : Aristides de Sousa Mendes, consul portugais († 3 avril 1954).
- 23 juillet - Izaak Walton Killam, financier
- 24 juillet :
  - Paul von Hase (mort le 8 août 1944), général allemand ;
  - Donato Manduzio (mort le 15 mars 1948), mystique italien ;
- 31 juillet - Charles Avery Dunning, premier ministre de la Saskatchewan.

## Décès
- 7 juillet :  Alfred Frank de Prades, né Anacharsis François Prestreau, un peintre et  graveur français, actif en Grande-Bretagne (° 24 mars 1825).
- 15 juillet : Rosalía de Castro, écrivain et poétesse galicienne.
- 17 juillet : Jean-Charles Chapais, politicien et Père de la Confédération canadienne.
- 23 juillet : Ulysses S. Grant, Président des États-Unis (° 1822).
- 24 juillet :
  - Antoine Hector Thésée Treuille de Beaulieu (né le 7 mai 1809), polytechnicien français ;
  - Jean-Baptiste Bargoin (né le 20 juin 1813), pharmacien et philanthrope français.
- 29 juillet : Henri Milne Edwards, zoologiste français (° 1800).